# Ewenkijski Okręg Autonomiczny
Ewenkijski Okręg Autonomiczny (ros. Эвенкийский автономный округ, Ewienkijskij awtonomnyj okrug) – istniejąca do 2007 r. jednostka terytorialna Kraju Krasnojarskiego w Rosji. Stolicą okręgu była Tura.

## Geografia
Ewenkijski Okręg Autonomiczny położony był na kontynencie azjatyckim.

### Demografia
Rosjanie – 62%, Ewenkowie – 21,5%, Jakuci – 5,6%, Ukraińcy – 3,1% .

## Historia
Okręg utworzono 10 grudnia 1930.
1 stycznia 2007 r. okręg został zlikwidowany i jako rejon ewenkijski wszedł w skład Kraju Krasnojarskiego.

## Tablice rejestracyjne
Tablice pojazdów zarejestrowanych w Ewenkijskim Okręgu Autonomicznym mają oznaczenie 88 w prawym górnym rogu nad flagą Rosji i literami RUS.

## Podział administracyjny
| Rejon              | Stolica  | Populacja | Ludność miejska | Ludność wiejska | Powierzchnia | Gęstość zaludnienia |
| ------------------ | -------- | --------- | --------------- | --------------- | ------------ | ------------------- |
| bajkitski          | Bajkit   | 5648      | ---             | 5648            | 102 000 km²  | 0,05 os./km²        |
| ilimpijski         | Tura     | 8044      | 5747            | 2297            | 497 600 km²  | 0,01 os./km²        |
| tungusko-czunijski | Wanawara | 3730      | ---             | 3730            | 111 600 km²  | 0,03 os./km²        |